# Agrostis heterolepis
Agrostis heterolepis é uma espécie de gramínea do gênero Agrostis, pertencente à família Poaceae.